# Christer Nilsson (trollkarl)
Christer Nilsson, född 22 september 1931 i Nyköping, död 27 september 2022 i Nyköping, var en svensk trollkarl och magi-historiker.
Nilsson var eldsjälen bakom Sveriges Magi-Arkiv, och kallade sig under sin aktiva tid Christer El Rico. Tidigare var han frisörmästare.
Han var författare till uppslagsverket "Trollare och andra underhållare" (1990, Bokförlaget Spektra) och var ansvarig för faktagranskningen av trolleri-relaterade ord i Nationalencyklopedin och Lexikon 2000. 
År 2007 utgavs hans bok "Sveriges Trollkarlar" innehållande ett stort uppslagsverk på alla som på något sätt varit verksamma inom trolleriet. Allt från professionella till glada amatörer. Den behandlar dock bara personer som det finns skrivet om i Sveriges Magiarkiv eller på något annat sätt kan bekräftas vara "riktig".
Sedan 2016 finns hela Christer Nilssons samling i Sandviken, Kolmården där Sveriges Trollerimuseum finns öppet för besök under sommaren.